# Huis met de Kabouters
Het Huis met de Kabouters is een 19e-eeuws gebouw in Amsterdam, zo genoemd omdat de gevel versierd is met twee figuren van kabouters. Het gebouw werd in 1984 aangewezen als rijksmonument.
Het huis staat aan Ceintuurbaan 251-255 in De Pijp in Amsterdam-Zuid, nabij de Nieuwe Amstelbrug over de Amstel. Het gebouw is 27 meter breed, 13 meter diep en 17 meter hoog, en omvat drie panden bestaande uit een bel-etage, drie woonverdiepingen en een kapverdieping. Er zijn twaalf appartementen in ondergebracht, waarvan zeven worden verhuurd en vijf in particulier eigendom zijn.
Het rijk versierde huis uit 1884 is opgetrokken uit baksteen, afgewisseld met kalksteenblokken en -banden, en heeft drie houten erkers. Het werd ontworpen door A.C. Boerma in een mengeling van verschillende bouwstijlen, met neogotische elementen als spitsbogen en spuwers, neorenaissance-elementen als kruiskozijnen en natuurstenen blokken en elementen van de chaletstijl (vooral het vele houtsnijwerk).
De gevel is versierd met verschillende ornamenten, waaronder fantasiefiguren van kabouters, engeltjes (putti) en adelaars. De kabouters, twee figuren van tweeënhalve meter groot ter hoogte van de daklijst, werpen elkaar een bal toe. Volgens de overlevering wordt de bal stiekem door de kabouters overgegooid, òf om middernacht, òf alleen met oudjaar, òf alleen op 29 februari in schrikkeljaren. Het is niet bekend waar de kabouters symbool voor staan; er worden verschillende verklaringen voor gegeven. Mogelijk representeren ze de twee aannemers die samen aan het gebouw werkten, of symboliseren ze de opdrachtgever, die Van Ballegooijen heette.